# سرنغاب بنة بير (بهمئي غرمسيري الشمالي)
سرنغاب بنة بیر (بالفارسية: سرنگاب بنه پیر) هي قرية تقع في إيران في قسم بهمئي غرمسیري الشمالي الريفي. يقدر عدد سكانها بـ 0 نسمة بحسب إحصاء 2016.